# 체사레 나탈리
체사레 나탈리(이탈리아어: Cesare Natali, 1979년 4월 5일, 베르가모 ~ )는 이탈리아의 전 축구 선수이다.